# Бромид иттербия(III)
Бромид иттербия(III) — бинарное неорганическое соединение,
соль иттербия и бромистоводородной кислоте с формулой YbBr3.
бесцветные кристаллы,
растворяется в воде,
образует кристаллогидраты.

## Получение
- Растворение оксида иттербия(III) бромистоводородной кислоте:

{\displaystyle {\mathsf {Yb_{2}O_{3}+6HBr\ {\xrightarrow {}}\ 2YbBr_{3}+3H_{2}O}}}
- Безводную соль получают нагреванием смеси кристаллогидрата и бромида аммония в вакууме:

{\displaystyle {\mathsf {YbBr_{3}\cdot 6H_{2}O+mNH_{4}Br\ {\xrightarrow {400^{o}C}}\ YbBr_{2}+mNH_{3}\uparrow +mHBr\uparrow +6H_{2}O\uparrow }}}

## Физические свойства
Бромид иттербия(III) образует бесцветные кристаллы.
Растворяется в воде.
Образует кристаллогидрат состава YbBr3•6H2O.